# Conus kohni
Conus kohni е вид коремоного от семейство Conidae.

## Разпространение
Видът е разпространен в Еквадор (Галапагоски острови).